# Валдхајм
Валдхајм (њем. Waldheim) град је у њемачкој савезној држави Саксонија. Једно је од 61 општинског средишта округа Средња Саксонија. Према процјени из 2010. у граду је живјело 8.606 становника. Посједује регионалну шифру (AGS) 14522570.

## Географски и демографски подаци
Валдхајм се налази у савезној држави Саксонија у округу Средња Саксонија. Град се налази на надморској висини од 266 метара. Површина општине износи 23,8 km². У самом граду је, према процјени из 2010. године, живјело 8.606 становника. Просјечна густина становништва износи 361 становника/km².

## Међународна сарадња
| Мјесто | Држава   | Врста сарадње | Од    |
| ------ | -------- | ------------- | ----- |
| Шиофок | Мађарска | партнерство   | 1997. |
| Извор  |          |               |       |